# Bernardus van Clairvaux
Bernardus van Clairvaux, vereerd als Sint-Bernardus (Fontaine-lès-Dijon, 1090 – Clairvaux, 20 augustus 1153) was een Franse abt en de belangrijkste promotor van de hervormende kloosterorde van de cisterciënzers. Door zijn optreden kwam er een einde aan de zogenoemde adelskerk (of Adelskirche).

## Algemeen beeld en betekenis
Na de dood van zijn moeder trad Bernard in 1113 toe tot de Cisterciënzer orde. Spoedig kreeg hij opdracht om een dochterklooster te stichten, dat hij op 25 juni 1115 de naam Claire Vallée, 'Clairvaux' gaf. Bernard predikte een onmiddellijk geloof, waarin de bemiddelaar de Maagd Maria was. In het jaar 1128 speelde Bernard een rol in het Concilie van Troyes, waarin hij de contouren van de regels van de tempeliers schetste, die al snel het ideaal van de christelijke adel werden. Bernardus schreef De laude novae militiae (Lofzang op een nieuwe ridderorde) voor de tempeliers rond 1130-1136, opgedragen aan stichter Hugo van Payns (een verre neef van Bernardus). Het werk was bedoeld om de orde te verdedigen en te promoten als een christelijke ridderorde die de combinatie van het monastieke leven en het ridderschap belichaamde.
Bij de dood van paus Honorius II op 14 februari 1130, brak er een schisma uit in de kerk. Koning Lodewijk VI van Frankrijk riep een nationaal concilie van de Franse bisschoppen bijeen in Étampes, waar Bernard werd gekozen om te oordelen over de rivaliserende pausen. In 1139 woonde Bernard het Tweede Lateraans Concilie bij. Bernard hekelde de leer van Pierre Abélard bij de paus, die vervolgens het Concilie van Sens in 1141 bijeenriep om deze zaak verder af te wikkelen. Bernard zag een van zijn leerlingen, Bernard van Pisa tot paus gekozen worden. Na eerder geholpen te hebben het schisma binnen de Kerk te beëindigen, kreeg Bernard nu de opdracht om de ketterij te bestrijden. In juni 1145 reisde Bernard naar het zuiden van Frankrijk en zijn prediking versterkte de steun tegen ketterij.
Na de christelijke nederlaag bij het Beleg van Edessa (28 november tot 24 december 1144) tegen de moslimstrijders van Zengi droeg de paus Bernard op om in zijn predikingen op te roepen tot een Tweede Kruistocht. De laatste jaren van het leven van Bernard werden bezwaard door de mislukking van deze Tweede Kruistocht, waarvoor hij de hele verantwoordelijkheid in zijn schoenen kreeg geschoven. Bernard overleed op drieënzestigjarige leeftijd, na 40 jaar doorgebracht te hebben in het klooster. Hij was de eerste cisterciënzermonnik die werd opgenomen in de Heiligenkalender. Op 18 januari 1174 werd hij door paus Alexander III heilig verklaard. Paus Pius VIII gaf hem in 1830 de titel van "Doctor van de Kerk". Vanaf dat moment geldt hij ook als kerkleraar.

## Vroege leven (1090-1113)

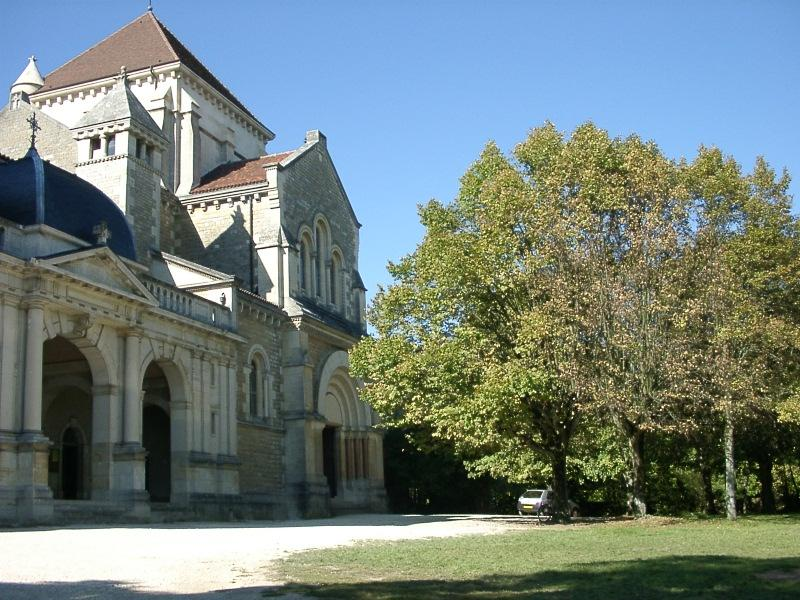
Geboortehuis van Bernard van Clairvaux in Fontaine-lès-Dijon.

Bernards ouders waren Tescelin, de heer van Fontaines, en Aleth van Montbard, beiden behorend tot de hoogste adel van Bourgondië. Bernard was de derde zoon in een gezin van zeven kinderen, zes zonen en een dochter. Op de leeftijd van negen jaar verliet Bernard zijn ouderlijk huis en startte hij zijn studies aan de kapittelschool van Saint-Vorles te Châtillon-sur-Seine. Deze werd geleid door de seculiere kanunniken van Saint-Vorles. Bernard had een grote voorkeur voor de literatuur en wijdde zich gedurende enige tijd aan poëzie. Met zijn succes in zijn studie oogstte hij bewondering van zijn leermeesters. Bernard wenste uit te blinken in de literatuur om zo snel mogelijk aan de Bijbelstudie te mogen beginnen. Hij had een bijzondere devotie voor de Maagd Maria, en hij zou in zijn latere leven verschillende werken over de Koningin van de Hemelen schrijven.
Bernard zou voortbouwen op de rol van Anselmus van Canterbury in het omvormen van het sacramenteel rituele christendom van de vroege middeleeuwen naar een nieuw, meer persoonlijk beleefd geloof, met het leven van Christus als een rolmodel en met een nieuw accent op de Maagd Maria. In tegenstelling tot de rationele benadering om het goddelijke te begrijpen dat de scholastici voorstonden, predikte Bernard een onmiddellijk geloof, waarin de bemiddelaar de maagd Maria was, 
Bernard speelde een leidende rol in de ontwikkeling van de cultus van de Heilige maagd, een van de belangrijkste uitingen van alledaagse vroomheid in de twaalfde eeuw. In het vroegmiddeleeuwse denken, had de maagd Maria een ondergeschikte rol gespeeld en het was pas nu met de opkomst van het emotionele christendom in de elfde eeuw, dat Maria de belangrijkste bemiddelaar werd tussen de mensheid met de godheid.
Toen Bernard zeventien of negentien jaar oud was stierf zijn moeder. Tijdens zijn jeugd ontsnapte hij niet aan wereldse verleidingen en in deze tijd dacht Bernardus eraan om zich uit de wereld terug te trekken en een leven van eenzaamheid en gebed te gaan leiden. In 1098 had Robert van Molesme het klooster van Cîteaux, nabij Dijon, opgericht met het oog op het herstel in al haar strengheid van de Regels van Sint-Benedictus. Terugkerend naar Molesmes liet hij het dagelijks bestuur van de nieuwe abdij over aan Alberic van Citeaux, die in het jaar 1109 stierf. In 1113, toen Stephen Harding net was aangetreden als derde abt van Cîteaux, trad Bernard samen met dertig andere jonge edellieden uit Bourgondië toe tot de cisterciënzerorde.

## Abdij van Clairvaux (1113-28)
De kleine gemeenschap van hervormingsgezinde benedictijnen in Cîteaux, die zo'n diepgaande invloed zou hebben op het Westelijke kloosterleven, groeide snel. Hij praatte zijn volledige familie, waaronder zijn vader, het klooster in. Reeds drie jaar later werd Bernard met een groep van twaalf monniken uitgezonden om een nieuw klooster te stichten in de Vallée d'Absinthe, in het bisdom Langres. Bernard noemde dit nieuwe klooster op de 25 juni 1115, Claire Vallée, of Clairvaux, en vanaf dat moment zouden de namen van Bernard en van Clairvaux onlosmakelijk met elkaar verbonden zijn. Tijdens de afwezigheid van de bisschop van Langres werd Bernard als abt ingezegend door Willem van Champeaux, de bisschop van Châlons-sur-Marne. Vanaf dat moment bloeide er een sterke vriendschap tussen de abt en de bisschop, die tevens hoogleraar was in de theologie op de Notre Dame van Parijs en de stichter van de klooster van St. Victor.
De begintijd van de abdij van Clairvaux was een beproeving. Het regime was zo ascetisch dat Bernard ziek werd, en alleen de invloed van zijn vriend Willem van Champeaux, en het gezag van het Algemeen Kapittel kon hem het strenge regime enigszins doen verzachten. Het klooster maakte echter snel vooruitgang. Discipelen kwamen er in groten getale op af en stelden zich onder de leiding van Bernard. Zijn vader en al zijn broers traden in Clairvaux in als religieuzen, waardoor slechts zijn zuster, Humbeline, in wereldlijke sferen verbleef en ook zij kreeg al snel toestemming van haar man in te treden in het benedictijner klooster van Jully. Gerard van Clairvaux, Bernards oudere broer, werd de keldermeester van Citeaux. De abdij werd te klein voor het aantal religieuzen dat er verbleef en het bleek noodzakelijk groepen uit te zenden om nieuwe kloosters te stichten. In 1118 werd het klooster van de Drie Fonteinen gesticht in het bisdom Châlons. In 1119 het klooster van Fontenay in het bisdom Autun en in 1121 dat van Foigny, in de buurt van Vervins, in het bisdom Laon. Naast deze successen waren er ook tegenslagen. Tijdens een afwezigheid van Bernard uit Clairvaux, lokte de Grote Prior van Cluny Bernards getalenteerde neef, Robert van Châtillon weg. Dit was de aanleiding voor de langste en meest emotionele van Bernards brieven.

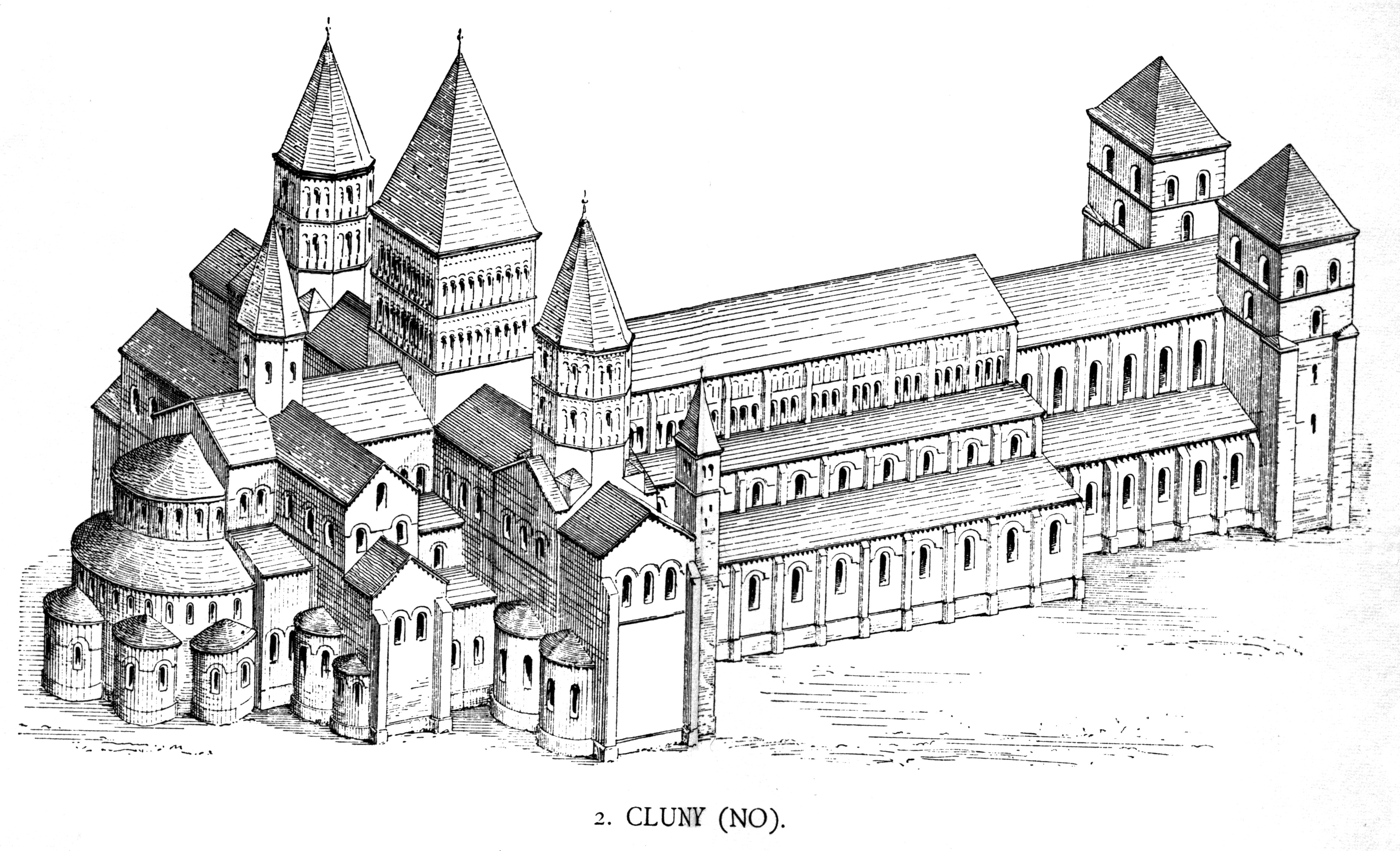
De abdij van Cluny zoals deze er ten tijde van Bernard van Clairvaux tijd zou hebben uitgezien.

In het jaar 1119 was Bernard aanwezig tijdens de eerste algemene vergadering van de cisterciënzerorde, die bijeen was geroepen door Stephen Harding. Hoewel hij nog geen 30 jaar oud was, werd er met de grootst mogelijke aandacht en respect naar Bernard geluisterd, vooral wanneer hij zijn gedachten over de heropleving van de oorspronkelijke geest van regelmaat en ijver in alle monastieke ordes uiteenzette. Het was deze algemene vergadering die de definitieve vorm gaf aan de statuten van de Cisterciënzer orde en aan de dagelijkse regels zoals deze werden vastgelegd in het "Handvest van Barmhartigheid", dat door paus Calixtus II op 23 december 1119 werd bevestigd.
In 1120 schreef Bernard zijn eerste werk "De Gradibus Superbiae et Humilitatis" en zijn homilieën, die hij de titel "De Laudibus Mariae" meegaf. De monniken van de abdij van Cluny waren niet gelukkig om te zien dat Cîteaux steeds meer de leidende rol binnen de religieuze ordes van de rooms-katholieke kerk overnam. Om die reden probeerden de zwarte monniken de regels van de nieuwe orde als onpraktisch en in de praktijk niet haalbaar af te schilderen. In de intredingsonderhandelingen met Willem van St.-Thierry, verdedigde Bernard zijn orde door de publicatie van een "Apologie" die uit twee delen bestond. In het eerste deel bewees hij onschuldig te zijn aan de aantijgingen van Cluny en in de tweede onderbouwde hij zijn tegenaanval. Wel putte hij zich uit in blijken van zijn enorme waardering voor de benedictijnen van Cluny van wie hij aangaf evenveel te houden als van alle andere religieuze orden binnen de Rooms-katholieke kerk. Petrus de Eerbiedwaardige, de abt van Cluny, antwoordde Bernard en verzekerde hem van zijn grote bewondering en oprechte vriendschap. In de tussentijd werd er een hervorming in Cluny doorgezet, en werd de abt Suger, minister onder Lodewijk VI gewonnen voor Apologie van Bernard. Hij haastte zich zijn wereldse leven af te ronden en de discipline in zijn eigen klooster te herstellen. De geloofsijver van Bernard breidde zich uit tot bisschoppen, geestelijken en leken. Bernards brief aan de aartsbisschop van Sens, De Officiis Episcoporum, werd gezien als een echte verhandeling. In dezelfde periode schreef hij zijn werk over Genade en vrije wil.

## Abt
Hij was enorm sterk in het beïnvloeden van mensen. Dat blijkt uit een anekdote die verhaalt dat hij in Cîteaux aankwam in het gezelschap van al zijn broers. In 1112 trad hij in in dit strenge klooster, de bakermat van de cisterciënzerorde, die sindsdien een hoge vlucht nam. Na één jaar als novice en twee jaar als gewoon monnik kreeg Bernard al in 1115 opdracht het derde dochterhuis van Cîteaux, het klooster Clairvaux te stichten, dat op zijn beurt een middelpunt werd van vele nieuwe kloosterstichtingen. Hij werd na de stichting de eerste abt van dit klooster.
Tot aan zijn dood in 1153, zou hij abt blijven, al slaagde hij erin deze opdracht te combineren met een druk leven als prediker, schrijver en denker. Hij was een man van actie, onophoudelijk reizend door Europa, waarbij hij ketterijen van andersdenkende christenen neersloeg en de Tweede Kruistocht predikte. Hij liet 350 preken na, meer dan 500 brieven en een aantal verhandelingen.
De abdijen van de benedictijnen stonden elk afzonderlijk. Bernard organiseerde naar het voorbeeld van Cluny visitaties, inspectiebezoeken van het moederklooster bij de dochterkloosters. Alle zaken van de orde werden jaarlijks besproken met alle abten op een algemeen kapittel. Zijn klooster had 700 monniken en 160 dochterkloosters.
Paus Eugenius III, een vroegere leerling van hem, droeg hem op de Tweede Kruistocht te prediken, die echter mislukte. Bernard weigerde voorts aartsbisschop van Milaan te worden, waardoor hij zijn moreel gezag nog vergrootte.

## Publiek optreden (1128-1146)
Bernard correspondeerde met de machtigen van zijn tijd en waarschuwde hen dat ze hun eer niet alleen in uiterlijke dingen moesten zoeken, maar hij respecteerde wel hun positie. Een paar incidenten hebben Bernardus bij critici evenwel de naam gegeven vaak onverdraagzaam en minder tactvol te zijn. Twee daarvan zijn de conflicten tussen zijn Cisterciënzerorde en de Benedictijnen en ook in het conflict van Abélard is zijn rol niet onomstreden. Daarnaast bestreed hij Arnoldus van Brescia in Italië, die veroordeeld werd en ter dood gebracht en Petrus van Bruys (Pierre de Bruis) en Hendrik van Lausanne (Henri de Lausanne), de predikende monniken uit het zuiden van Frankrijk, die als ketters werden veroordeeld.

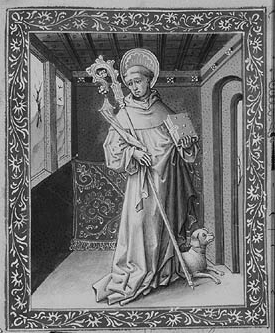
Bernard van Clairvaux

In 1132 vergezelde Bernard Innocentius II naar Italië en in hetzelfde jaar maakte de paus in Cluny een einde aan de verschuldigde contributie die Clairvaux jaarlijks aan de abdij van Cluny (het moederklooster) moest betalen. Deze beslissing van de paus was de aanleiding voor een fikse ruzie tussen de witte monniken en de zwarte monniken, die 20 jaar zou duren. In mei van dat jaar betrad de paus, gesteund door het leger van keizer Lotharius III, Rome, maar Lotharius voelde zich niet sterk genoeg om weerstand te bieden aan de medestanders van Anacletus en trok zich terug achter de Alpen, waarna Innocentius II gedwongen werd om in september 1133 zijn toevlucht te zoeken in Pisa. Bernard was in juni teruggekeerd naar Frankrijk en was daar bezig met zijn vredestichtende werken, waar hij reeds in 1130 aan was begonnen. Tegen het einde van 1134, maakte hij een tweede reis in Aquitanië, waar Willem X was teruggevallen in zijn schismatische neigingen. Bernard nodigde Willem uit voor de Mis die hij zou opdragen in de kerk van La Couldre. Tijdens de eucharistieviering "vermaande hij de hertog om God niet te verachten, zoals hij met zijn dienaren deed". William gaf toe en het schisma werd beëindigd. Bernard ging weer naar Italië, waar Rogier II van Sicilië pogingen deed om Pisa uit hun bondgenootschap met Innocentius II terug te trekken. Hij herinnerde de stad Milaan aan haar gehoorzaamheid aan de paus, aangezien deze stad achter de afgezette Anselmus V, aartsbisschop van Milaan stond. Hiervoor werd hem de functie van aartsbisschop van Milaan aangeboden, maar hij weigerde. Daarna keerde hij terug naar Clairvaux. Gelovend dat hij eindelijk weer veilig en rustig thuis was in zijn eigen klooster, wijdde Bernard zich met hernieuwde kracht aan het scheppen van de werken die hem de eretitel Doctor van de Kerk zouden bezorgen. Hij schreef in deze periode zijn "preken over het Hooglied." In 1137 werd hij echter opnieuw gedwongen op bevel van de paus zijn thuisbasis te verlaten om nu een einde te maken aan een conflict tussen Lotharius en Roger van Sicilië. Tijdens een vredesconferentie in Palermo, slaagde Bernard erin om Roger te overtuigen van de legitieme rechten van Innocentius II. Hij slaagde er nu ook definitief in om de laatste supporters van het schisma het zwijgen op te leggen. Anacletus stierf vervolgens in 1138 van "droefheid en teleurstelling" en daarmee werd het schisma beëindigd.

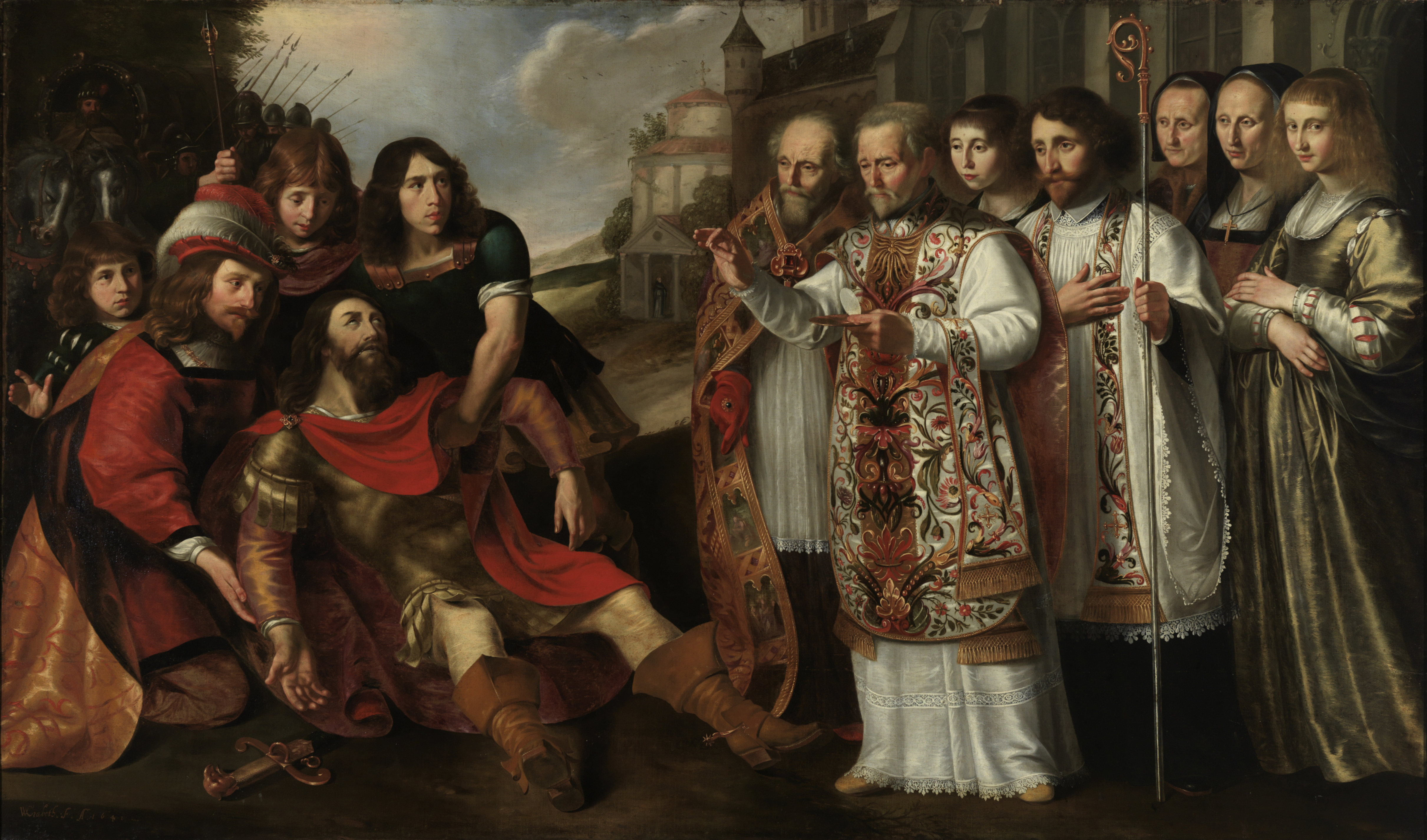
Bernardus van Clairvaux bekeert Willem van Aquitanië

Bernards invloed werd al snel gevoeld in provinciale aangelegenheden. Hij verdedigde de rechten van de Kerk tegen de aantastingen daarvan door koningen en vorsten, en herinnerde Henri Sanglier, de aartsbisschop van Sens en Stephen van Senlis, de bisschop van Parijs, aan hun plicht. Bij de dood van paus Honorius II op 14 februari 1130, brak er bij de verkiezing van een nieuwe paus een schisma uit, toen er twee pausen werden gekozen, Innocentius II en Anacletus II. Innocentius II werd door Anacletus uit Rome verbannen en zocht zijn toevlucht in Frankrijk. Koning Lodewijk VI riep vervolgens een nationaal concilie van de Franse bisschoppen in Étampes bijeen, en Bernard kreeg, nadat hij in opdracht van de bisschoppen naar Étampes was gekomen, de opdracht een oordeel uit te spreken over de twee rivaliserende pausen. Hij oordeelde ten gunste van Innocentius II. Zijn oordeel leidde ertoe dat alle grote mogendheden Innocentius II erkenden. Vervolgens reisde Bernard samen met Innocentius II naar Italië, waar hij erin slaagde om Pisa, Genua en Milaan met deze paus te verzoenen. In datzelfde jaar stond Bernard tijdens het Concilie van Reims opnieuw aan de zijde van Innocentius II. Vervolgens ging hij naar Aquitanië, waar hij erin slaagde om Willem X van Aquitanië, graaf van Poitiers, tijdelijk uit het kamp van Anacletus te verwijderen.
In 1139 assisteerde Bernard van Clairvaux bij het Tweede Concilie van Lateranen, tijdens welke bijeenkomst de overlevende aanhangers van het schisma definitief werden veroordeeld. Ongeveer tegelijkertijd kreeg Bernard in Clairvaux bezoek van Sint-Malachias, de aartsbisschop van Ierland. Er vormde zich al snel een zeer nauwe vriendschap tussen beide mannen. Malachias wilde zelfs toetreden tot de Cisterciënzer orde, maar kreeg hiervoor geen toestemming van de paus. Malachias zou in 1148 in Clairvaux sterven.

### Conflict met Abélard
Een berucht incident is het conflict tussen Bernard van Clairvaux en een van de andere grote geesten van zijn tijd: Petrus Abaelardus (Pierre Abélard). Bernard kon als mysticus moeilijk verteren dat er vanaf het einde van de 11e eeuw op de scholen van filosofische en theologische opleidingsscholen (er waren nog geen universiteiten) enige tijd een geest van onafhankelijkheid heerste. Dit leidde tot de verheerlijking van de menselijke rede en het rationalisme. Deze beweging vond een vurig en krachtig pleitbezorger in de persoon van Pierre Abélard. Diens verhandeling over de Drie-eenheid werd in 1121 veroordeeld, omdat ze te veel met behulp van de ratio de basisbeginselen van het christelijk geloof probeerde te benaderen. Abélard werd gedwongen zijn eigen boek tijdens een boekverbranding in het vuur te gooien. In 1139 bepleitte hij opnieuw denkbeelden die in tegenspraak waren met die van Rome. Bernard van Clairvaux, hiervan op de hoogte gesteld door Willem van Sint-Thierry, sprak Abélard hier streng op aan. Toen deze hem vervolgens op beledigende wijze van repliek diende, kaartte Bernard deze zaak bij de paus aan, die vervolgens in 1141 in Sens een concilie belegde om deze zaak uit de wereld te helpen. Tijdens dit concilie vroeg Abélard om een openbaar debat met zijn tegenstander. Bernard bepleitte de zaak van Rome echter met een zo uitmuntende helderheid en met zulk een logische kracht, dat zijn opposant ervan afzag hem van repliek te dienen. Abélard werd veroordeeld en werd gedwongen zich uit het openbare leven terug te trekken. De paus bevestigde deze uitspraak van het concilie van Sens. Abélard legde zich hier zonder verzet bij neer. Hij vestigde zich onder abt Petrus Venerabilis als monnik in Cluny, waar hij twee jaar later stierf.
Op deze theorieën is het personage 'Bernard van Clairvaux' gebaseerd dat terugkomt in het boek Het Bruidsbed van Mireille Calmel.

### Cisterciënzer orde en ketterij
Bernard was er intussen toe overgegaan groepen monniken uit zijn te druk bevolkte klooster uit te zenden naar Duitsland, Zweden, Engeland, Ierland, Portugal, Zwitserland en Italië. Sommige van deze groepen namen op bevel van Innocentius II bezit van de Drie Fonteinenabdij, van waaruit paus Eugenius III in 1145 zou worden gekozen. Paus Innocentius II stierf in het jaar 1143. Zijn twee opvolgers, paus Celestinus II en paus Lucius II regeerden slechts korte tijd, waarna Bernard een van zijn leerlingen, Bernardus van Pisa, daarna bekend onder de naam Eugenius III, tot de Heilige Stoel zag worden verheven. Bernard stuurde de paus, op diens verzoek, diverse opdrachten, die in verzamelde vorm het werk Over de Zelfbeschouwing (De Consideratione) vormen. De leidraad van dit werk is de gedachte dat de hervorming van de kerk zou moeten beginnen vanuit de heiligheid van de persoon van paus. Wereldlijke zaken zijn slechts bijzaken in vergelijking met echt belangrijke zaken als vroomheid en meditatie, die vooraf dient te gaan aan actie.
Na eerder geholpen te hebben het schisma binnen de Kerk te beëindigen, werd Bernard nu opgeroepen om de ketterij te bestrijden. Henri van Lausanne, een voormalige cluniacenzer monnik, had de leer van de petrobrusianen, volgelingen van Petrus van Bruys, aangenomen en deze leer in een gewijzigde vorm na de dood van Petrus van Bruys verder verspreid. Henri van Lausannes volgelingen werden bekend als de henricianen. In juni 1145 reisde Bernard op uitnodiging van kardinaal Alberic van Ostia door Zuid-Frankrijk. Zijn preken, geholpen door zijn ascetische uiterlijk en eenvoudige kledij, veroordeelden deze nieuwe sekten tot de ondergang. Zowel de henriciaanse als petrobrusiaanse geloofsrichtingen begonnen reeds aan het einde van het jaar 1145 uit te sterven. Kort daarna werd Henri van Lausanne gearresteerd. Zijn zaak werd voor de bisschop van Toulouse gebracht en zeer waarschijnlijk werd Henri tot levenslang veroordeeld. In een brief aan de inwoners van Toulouse uit het einde van 1146, roept Bernard hen op de laatste overblijfselen van de ketterij van Henri te verdelgen. Hij predikte ook tegen de Katharen en ondernam in 1145 een grote missie tegen de kathaarse kerk van Zuid-Frankrijk. Zijn woorden vonden veel minder weerklank bij de bevolking en de politieke beschermers van de kathaarse kerk dan verwacht.

## Tweede Kruistocht (1146-49)
In deze tijd kwam er verontrustend nieuws uit het Heilige Land. De christenen waren verslagen in het Beleg van Edessa en het grootste deel van dit graafschap was in handen gevallen van de Turkse Seltsjoeken. Het Koninkrijk Jeruzalem en de andere kruisvaardersstaten hing een soortgelijk lot boven het hoofd. Een deputatie van de bisschoppen uit Armenië verzocht dringend om steun van de paus, en de koning van Frankrijk zond ook ambassadeurs. De paus droeg Bernard op om in zijn preken op te roepen tot een Tweede Kruistocht en stelde dezelfde aflaten in het vooruitzicht die zijn voorganger paus Urbanus II had toegekend aan de deelnemers aan de Eerste Kruistocht.

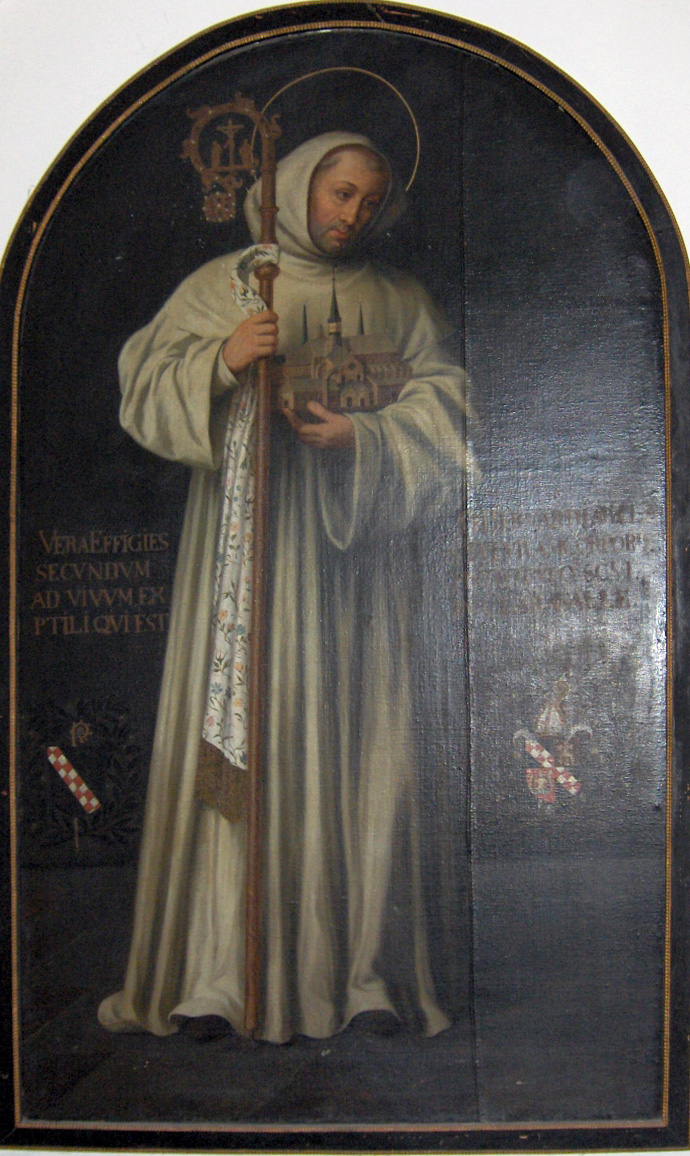
Bernard van Clairvaux, ware beeltenis door Georg Andreas Wasshuber (1650-1732).

In het begin was er zeker niet zoveel enthousiasme voor de kruistocht als er in 1095 was geweest. Bernard vond het nuttig om het opnemen van het kruis voor te stellen als een krachtig middel voor absolutie voor gepleegde zonden en het verkrijgen van Gods genade. Op 31 maart, in aanwezigheid van koning Lodewijk, predikte hij voor een enorme menigte in een veld bij Vézelay. Toen Bernard klaar was met zijn spreek, nam de meningte in groten getale het kruis op; het doek om kruisjes te maken raakte al snel op. Bernard zou toen zijn eigen bovenkleding ter beschikking hebben gesteld. In tegenstelling tot de Eerste Kruistocht, trok deze nieuwe onderneming koninklijke deelname aan, zoals Eleonora van Aquitanië, op dat moment koningin van Frankrijk, Diederik van de Elzas, de graaf van Vlaanderen, Hendrik I van Champagne, de toekomstige graaf van Champagne; Lodewijk VII zijn broer Robert I van Dreux; Alfons Jordaan van Toulouse, Willem II van Nevers, Willem van Warenne, 3e graaf van Surrey, Hugo VII van Lusignan; en tal van andere edelen en bisschoppen. Maar het grootste deel van de deelnemers kwam uit het gewone volk. Bernard schreef een paar dagen later aan de paus, "De steden en kastelen zijn nu leeg. Op elke zeven vrouwen is er nog een man, en overal zijn er weduwen van nog levende echtgenoten." Paus Eugenius kwam in eigen persoon naar Frankrijk om de onderneming te ondersteunen.
Bernard reisde vervolgens naar Duitsland, waar de aan Bernard toegeschreven wonderen zich vermenigvuldigden bij elke stap die hij deed. Dit droeg ongetwijfeld sterk bij aan het welslagen van zijn missie. Koenraad III en zijn neef, keizer Frederik I Barbarossa, ontvingen het kruis uit handen van Bernard. Ook in het bisdom Luik (onder andere in Maastricht, Luik en Hoei) en in het graafschap Henegouwen vonden Bernards preken grote weerklank. Ook hier zouden velen op wonderbaarlijke wijze genezen zijn en voegden zeer velen zich bij de kruisvaarders. De Luikse bisschop Hendrik van Leyen en de Maastrichtse proost Arnold van Wied toonden zich beiden zeer sympathiek tegenover de Cisterciënzer orde.
Net zoals tijdens de Eerste Kruistocht, leidde de prediking van de Tweede Kruistocht (onbedoeld?) tot Jodenvervolging en antisemitisme. Sommige antisemitische elementen in de kort na 1150 gebeeldhouwde kapitelen van het koor van de Onze-Lieve-Vrouwebasiliek in Maastricht zijn door de kunsthistorica Elizabeth den Hartog toegeschreven aan het anti-Joodse intellectuele klimaat dat door de prediking van Bernard van Clairvaux rond het midden van de 12e eeuw was ontstaan. In het Duitse Rijnland was een fanatieke Franse monnik, genaamd Rudolphe, verantwoordelijk voor anti-Joods geweld door zijn bewering dat de Joden financieel niet bijdroegen aan de redding van het Heilige Land. Zowel in Keulen, Mainz, Worms en Speyer werden Joden vermoord en verdreven. De aartsbisschoppen van Keulen en van Mainz waren fel gekant tegen deze aanvallen en vroegen Bernard om het geweld in zijn preken te veroordelen, wat hij inderdaad deed. Toen de aanvallen op de Joden desondanks doorgingen, reisde Bernard vanuit Vlaanderen naar Mainz en legde Rudolphe het zwijgen op.
Hierna keerde Bernard terug naar zijn eigen klooster. De laatste jaren van het leven van Bernard werden verduisterd door het falen van de Tweede Kruistocht, waartoe hij door zijn prediking in belangrijke mate had bijgedragen. De verantwoordelijkheid voor de mislukking werd op zijn bordje gelegd. Hij had de onderneming door zijn vermeende wonderen immers in beweging gezet, maar bij het succes van de onderneming niet gegarandeerd tegen het wangedrag van degenen die eraan deelnamen. Gebrek aan discipline en de overmoed van de Duitse troepen, de intriges van de prins van Antiochië en zijn nicht koningin Eleonora, en ten slotte de blunders van de christelijke edelen, die er niet in slaagden de Belegering van Damascus tot een bevredigend einde te brengen, lijken de oorzaken van de ramp te zijn geweest. Bernard vond het zijn plicht om een verontschuldiging aan de paus te sturen en deze verontschuldiging is opgenomen in het tweede deel van zijn "Boek van de overwegingen." Hij legt erin uit hoe de zonden van de kruisvaarders de oorzaak waren van hun tegenslagen en mislukkingen. Toen zijn oproep voor een nieuwe kruistocht faalde, probeerde hij zich geheel van het fiasco van de Tweede Kruistocht te distantiëren.

## Laatste jaren (1149-53)

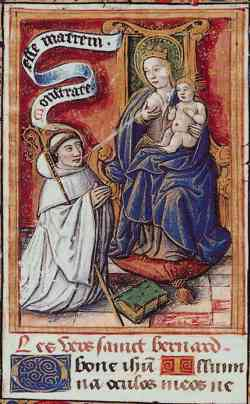
Bernardus ontvangt melk uit de borst van de Maagd Maria met kind. Deze voorstelling verwijst naar een legende die zich in 1146 zou hebben afgespeeld in de Kathedraal van Speyer.

De dood van enigen van zijn tijdgenoten confronteerde Bernard met zijn eigen naderende einde. De eerste die stierf was in 1152 Suger, van wie Bernard aan paus Eugenius III scheef dat, "Als er enige kostbare vaas is die het paleis van de Koning der Koningen kan versieren is het wel de ziel van de eerbiedwaardige Suger". Koenraad III en zijn zoon Hendrik stierven in hetzelfde jaar. Vanaf het begin van het jaar 1153 voelde ook Bernard zijn dood naderen. Het overlijden van paus Eugenius was een zware slag voor Bernard, aangezien het hem de persoon ontnam die hij als zijn grootste vriend en trooster zag. Bernard overleed zelf op drieënzestigjarige leeftijd op 20 augustus 1153, na veertig jaar doorgebracht te hebben in het klooster. Hij werd begraven in de Abdij van Clairvaux, maar nadat deze instelling in 1792, tijdens de Franse Revolutie, was ontbonden en vernietigd, werden zijn overblijfselen overgebracht naar de Kathedraal van Troyes.

## Mysticus
Als mysticus en als man van zijn tijd creëerde Bernardus zijn meesterwerk in de commentaren op het Hooglied, waarin hij de basis legde voor de Marialyriek, waar de hoge middeleeuwen zo vervuld van zijn.
Als mysticus streeft Bernardus naar een rechtstreeks aanschouwen van de Goddelijke Waarheid dat God Licht is. Voor hem is geen enkel beeld sterk genoeg om de ervaring van de goddelijke weerschijn weer te geven. Alleen in de woestijn van het brandend witte licht, zonder afbeeldingen, zonder kleur (zoals in zijn abdijkerk in Clairvaux), kan de monnik volgens Bernardus in contact komen met God. De rest is afleiding of verleiding.
Als man van het woord vroeg Bernardus aandacht voor de rijkdom van het woord (de Bijbel) zelf en, als mysticus, voor het begrip Woord als aanduiding voor God. Voor beelden was hij minder gevoelig, getuige de esthetische vormgeving van zijn cisterciënzerabdij.
Hij werd door Maarten Luther “de Augustinus van de middeleeuwen” genoemd.

## Soberheid

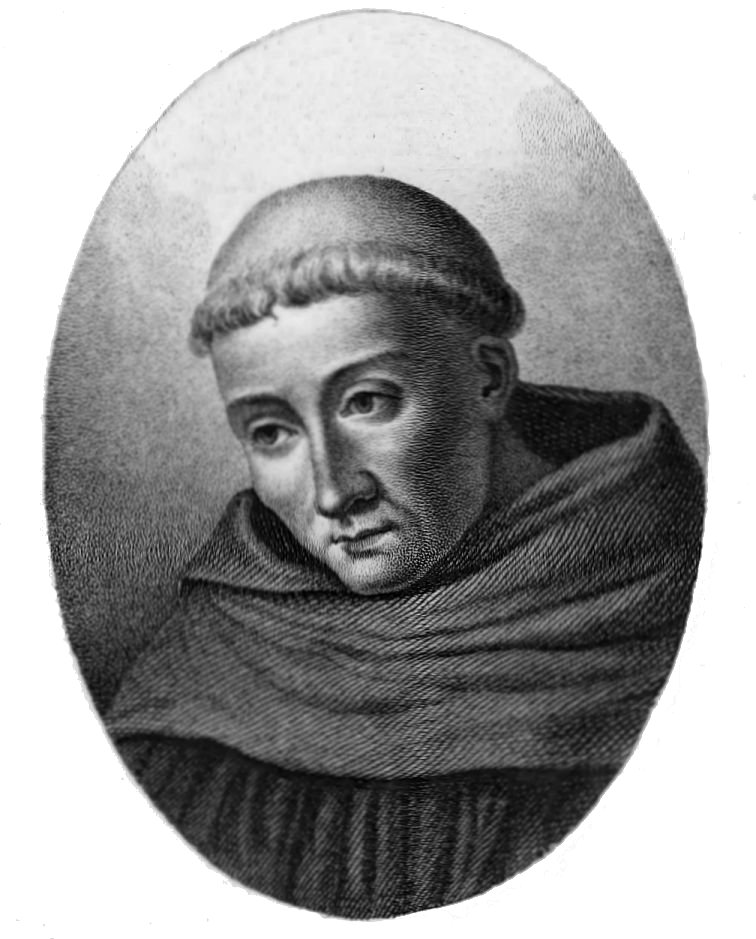
Bernard van Clairvaux

In zijn Regel stelt Bernardus de soberheid als een vereiste tot leven, en de gestrengheid vindt hij levensnoodzakelijk voor het geestelijk leven.
Bernardus wil terugkeren naar de oorspronkelijke zuiverheid van het benedictijnerideaal van ora et labora, "bid en werk". Zijn monniken moeten niet alleen in geestelijke grond ploeteren (het 'Ora'), maar ook de handen uit de mouwen steken en werken op het land (het 'Labora').
De enige manier waarop men God, door wiens grootheid Bernardus zich verpletterd voelt, kan benaderen is de liefde, waarvoor men langs de twaalf trappen van de nederigheid moet afdalen. Pas dan kan de menselijke ziel, ontdaan van hoogmoed, zichzelf toestaan God te leren kennen. Bernardus vindt zijn inspiratie bij het Hooglied voor de bruidsmetaforen om dit ideaal, de extatische vereniging van de (volgens hem armzalige) menselijke ziel met God, te bezingen.
Met het mystiek web van ontelbare beschouwingen dat Bernardus weeft rond het Hooglied, geeft hij de taal van de hoofse liefde een nieuw leven. Hij ziet het ware liefdeslied als de liefdesverklaring tussen de ziel en God. Daarnaast staat bij hem de verering voor Maria centraal.

## Memorare
Bernard is lange tijd abusievelijk aangezien als de schrijver van het bekende Maria-gebed Memorare. Later onderzoek heeft duidelijk gemaakt, dat het gebed geschreven is door de 17e-eeuwse monnik Claude Bernard..

## Bernardus in de kunst

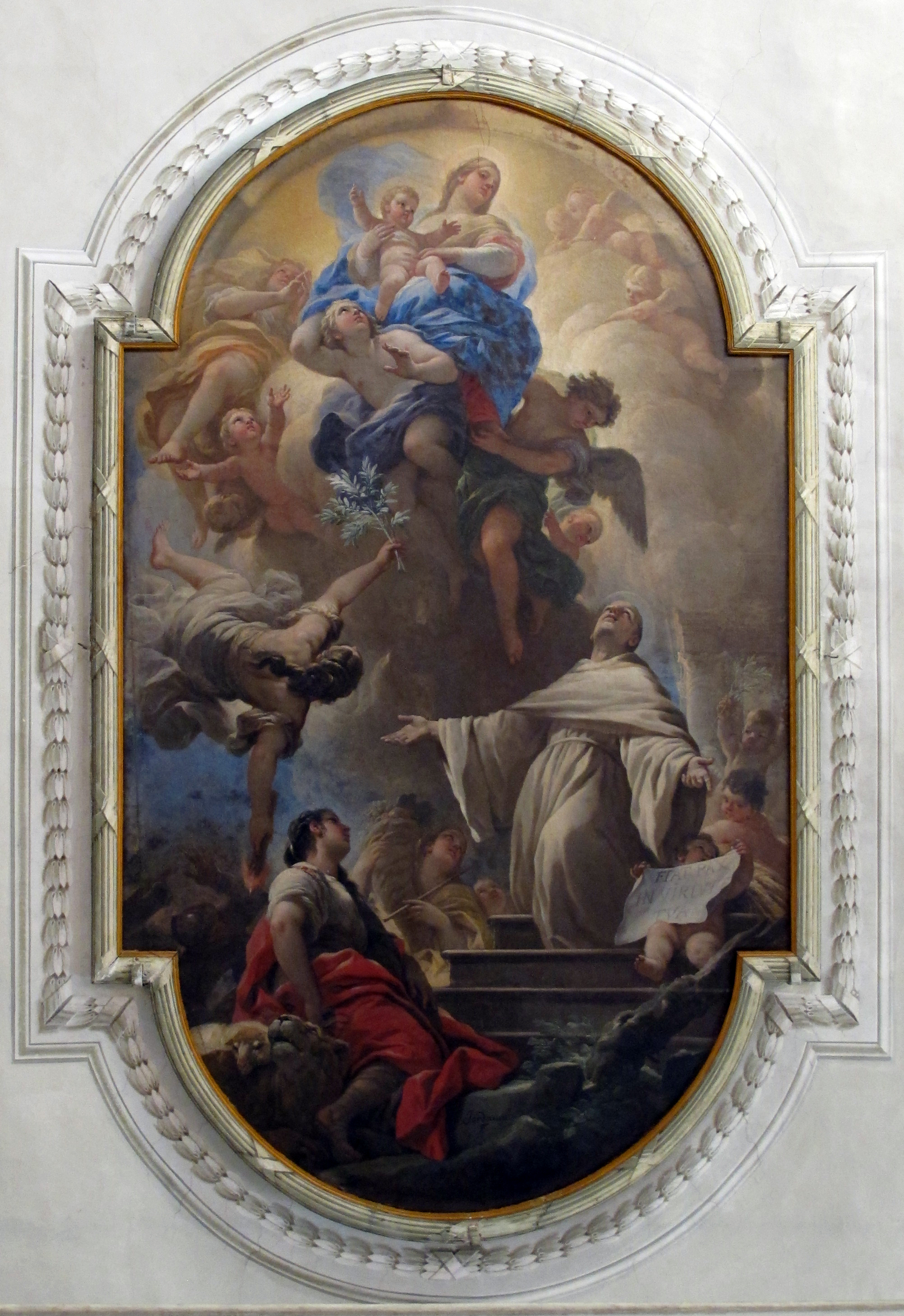
Verschijning van de h. Maagd aan de H. Bernardus, Luca Giordano

Het Visioen van de H. Bernardus (van Clairvaux): de verschijning van de H. Maagd met haar Kind aan de H. Bernardus is een in de late middeleeuwen veel voorkomende voorstelling. Hij wordt dan als abt afgebeeld (met staf en wit habijt).

## Optreden inLa Divina Commedia
In hoofdstuk 31 van het derde deel neemt Bernardus de gidsrol van Beatrice over. Hij is als mysticus bevoegd om Dante verder te leiden tot in het empyreum.

## Referenties

Bernardi Opera, 1719

## Voetnoten
1. ↑  Guerric Aerden ocso, Rik Van Nieuwenhove (2015). Tempeliers. Lofzang op een nieuwe ridderorde. Damon. ISBN 9789460362217.
2. ↑  Cantor (1993), p. 341.
3. 1 2 3 4  Bunson (1998), p. 129.
4. ↑  McManners (1990), p. 204.
5. ↑  Y.v.Buyten, W.Vanderzeypen, De Tempeliers, Synthese, p. 74
6. ↑  Y.v.Buyten, W.Vanderzeypen, De Tempeliers, Synthese, p. 75
7. 1 2 3 4  Bunson (1998), p. 130.
8. ↑  McManners (1990), p. 210.
9. ↑  McManners (1990), p. 211.
10. ↑  Y.v.Buyten,W.Vanderzeypen, De Tempeliers, Synthese, p. 75
11. 1 2  Riley-Smith (1991), p. 48.
12. 1 2 3  Durant (1950), p.594.
13. ↑  Volgens de Annales Rodenses voegde ca. 10% van de bevolking zich bij de kruisvaarders, hoewel de machtigen grotendeels achterbleven (zie: L. Augustus en J. Jamar, Annales Rodenses. Kroniek van Kloosterrade. Tekst en vertaling. Maastricht, 1995, p. 189).
14. ↑  De Luikse bisschop Hendrik van Leyen schonk in 1148 de abdij van Aulne aan de Cisterciënzers. De Maastrichtse proost Arnold van Wied (tevens kanselier) begeleidde Koenraad III naar het Heilige Land.
15. ↑  E. den Hartog, Romanesque sculpture in Maastricht. Maastricht, 2002, pp. 262-270.
16. ↑  Durant (1950), p. 391.
17. ↑  Runciman (1987), pp. 232-234 en p. 277.
18. ↑  Verbaal, Wim (2021). Bruiloft I. Preken over het Hooglied 1-23. Damon. ISBN 978 94 6340 308 5.
19. ↑  History of the Prayer